# 陳豨
陳豨（前3世纪?—前196年），宛朐（音“宛朐”，今山东省菏泽市附近，又作冤句）人，汉朝大臣。廣收門客。漢高祖七年（公元前201年），陳豨封陽夏侯、趙國國相，並統帥趙國與代國等邊境的駐軍，自立為代王，在西汉初期消滅異姓王風潮中被斬殺。

## 生平
早年成為劉邦的部將，不知擔任何種官職。漢高祖七年（前200年）冬，韓王信投降匈奴，高祖封陳豨為列侯，命陳以趙國國相身份統率趙國、代國的邊防部隊，戍衛胡人。
陳豨富貴之後，廣收門客，對門客恭敬謙卑，故收得門客千餘車，門客多為遊俠，橫行鄉里，被趙國國相周昌告了一狀，十年（前197年），韓王信投降匈奴，據說曾游說陳豨造反。
漢高祖十年（前197年），劉邦父親劉太公去世，朝廷召陳豨進京弔問，但陳豨稱自己病重，無法前行。
漢高祖十一年（前196年）九月，陳豨起兵造反，自封代王，劉邦御駕親征，看見陳豨沒有佔據南面的漳水、北面的邯鄲，劉邦大喜，說由此可知陳豨布陣失靈、無所作為。劉邦赦免受到陳豨脅迫的趙、代官吏。也赦免了恆山郡守、郡尉。攻曲逆，斬殺陳豨的部將侯敞、王黃，又在聊城大敗陳豨部將張春，斬首一萬多人。命太尉周勃進兵太原、代國，皆攻克。十二月，劉邦親攻東垣，屢攻不下，遭陳豨軍士卒辱罵，不久城破，劉邦將東垣改名真定，將那些曾經辱罵他的人都處死，其他沒辱罵的一律黥刑（拼音：qíng，注音：ㄑㄧㄥˊ）。陳豨求救於匈奴冒頓單于，但被汉軍打敗，陳豨逃亡，被樊噲追上，斬于灵丘，並夷三族。陳豨死後，韓王信也戰死於匈奴伐漢戰爭。
此時稱有密告指出淮陰侯韓信和陳豨為共謀，接著和丞相蕭何計殺韓信於長樂宮。滅了陳豨的劉邦回洛城知韓信已被殺死，“亦喜且憐之”。劉邦、呂后接著誅殺了不肯親自帶兵討伐陳豨的彭越，把彭越剁成肉醬，並「賞賜各路王侯」，來恫嚇他們。
彭越死後，淮南王英布害怕自己被殺也起兵造反，被劉邦打敗，後被長沙王吳臣誘殺。

## 註解
1. ↑  班固. . . 周勃定代，斬陳豨於當城。

## 延伸阅读
[在维基数据编辑]
 《史記/卷093》，出自司馬遷《史記》

| 前任： 劉喜 | 西汉代王 前196年 | 繼任： 刘恒 |